# Trường Bách khoa Paris

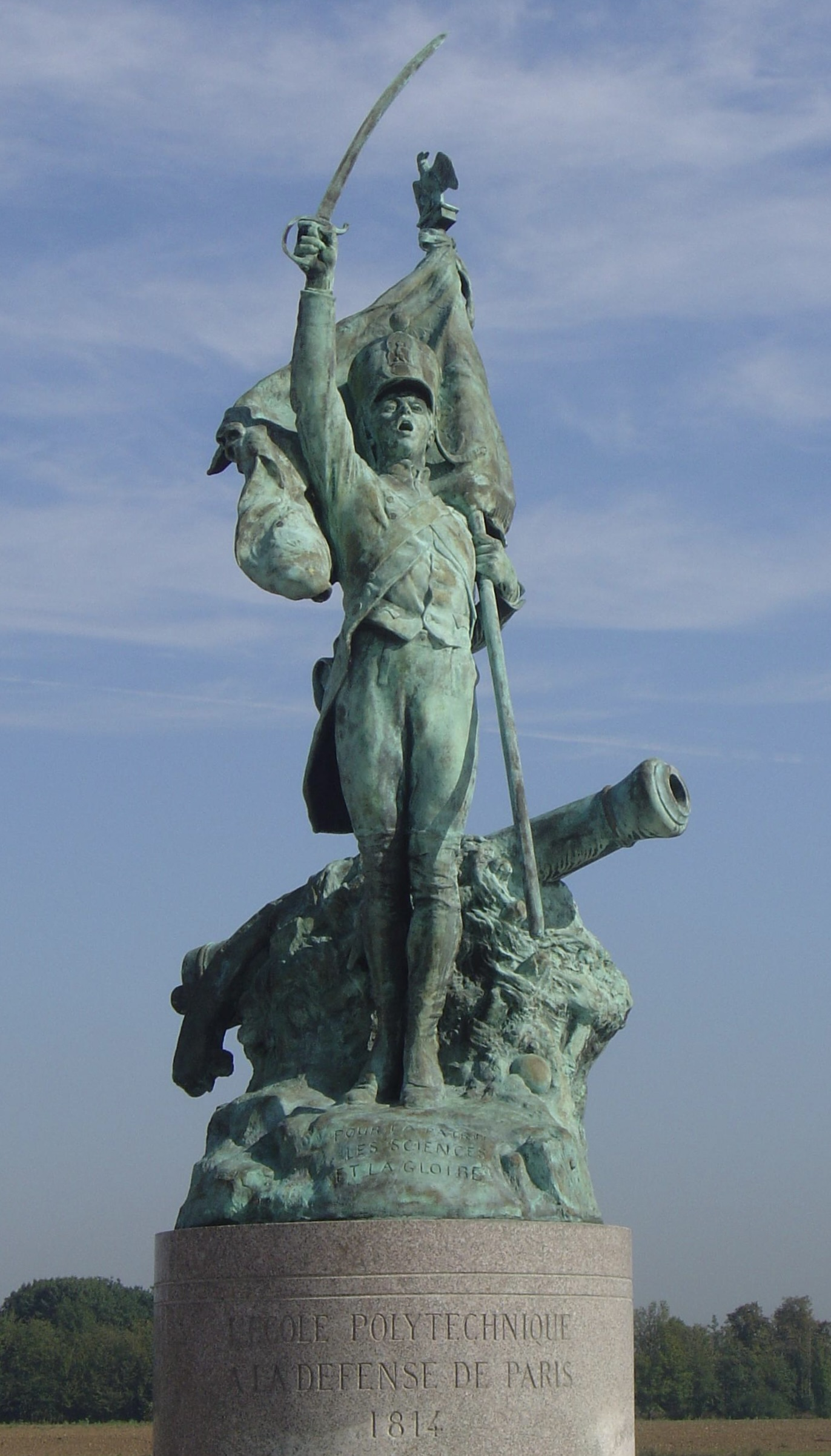
Các sĩ quan của trường Polytechnique hướng ra mặt trận bảo vệ Paris chống ngoại xâm năm 1814. Bức tượng được đặt tại khu vực vinh danh của trường để kỉ niệm sự kiện này

École polytechnique (Trường Bách khoa Paris), hay còn được nhắc đến với tên X, là một trong những grande école nổi tiếng nhất Pháp và người dân Pháp coi đây là trường đào tạo kĩ sư nổi tiếng nhất tại Pháp. Trước 1976, trường tọa lạc tại khu khu phố La Tinh ở trung tâm Paris. Sau đó, vì lý do cần mở rộng, trường đã được chuyển đến Palaiseau nằm ở ngoại ô phía Nam Paris.
Khẩu hiệu của trường Polytechnique là Pour la Patrie, les Sciences et la Gloire (nghĩa là "Vì quốc gia, khoa học và vinh quang") do Napoléon Bonaparte khởi xướng.
Mục đích truyền thống của các sinh viên Polytechnique (polytechniciens) là trở thành nhân lực cấp cao của chính phủ Pháp & các tập đoàn công nghiệp hàng đầu của quốc gia và mục đích này vẫn còn được tiếp tục cho đến ngày nay. Ví dụ 16 sinh viên đứng đầu sẽ được lựa chọn trở thành Corps de Mines, là chương trình đào tạo nhân lực cấp cao hàng đầu của nhà nước Pháp.
Trường liên kết với 3 trường nổi tiếng hàng đầu Pháp: ENSTA Bretagne, ENSTA ParisTech và ISAE SUPAERO (Institut Supérieur de l’Aéronautique et de l’Espace) và hiện là thành viên của Viện Bách khoa Paris.

## Địa vị
Trường Polytechnique được quản lý trực tiếp bởi Bộ Quốc phòng Pháp. Cho dù ngày nay trường không còn là một học viện quốc phòng, nhưng các truyền thống quân đội vẫn được tiếp nối. Trước hết, đứng đầu trường là một vị tướng, thêm vào đó, các vị trí điều hành, quản trị, thể thao đều do các nhân sự trong quân đội đảm nhiệm. Tất cả các sinh viên, kể cả sinh viên nữ, đều phải trải qua một kì huấn luyện quân sự trước khi bắt đầu khóa học kĩ sư. Bản thân họ cũng là các sĩ quan dự bị. Về sau tính chất quân sự của trường ngày càng giảm đi, trên thực tế, rất ít sinh viên tốt nghiệp tiếp tục theo đuổi nghiệp binh.
Vào những dịp lễ lớn như ngày Quốc khánh Pháp (ngày 14 tháng 7), các sinh viên của Polytechnique tham gia lễ duyệt binh trên đại lộ Champs-Élysées trong bộ đồng phục quân đội truyền thống nổi tiếng của trường. Sinh viên trường Polytechnique thường nằm trong đơn vị duyệt binh thứ 2, chỉ sau duy nhất đơn vị khách mời của chính phủ Pháp.

## Lịch sử
- 1794: Trường École centrale des travaux publics được thành lập bởi Lazare Carnot và Gaspard Monge trong cuộc Cách mạng Pháp. Một năm sau trường đổi tên thành École Polytechnique
- 1805: Hoàng đế Napoléon Bonaparte đặt trường tại Montagne Sainte-Geneviève, trong khu Quartier Latin nổi tiếng tại trung tâm Paris, hoạt động như một Học viện quân sự quốc gia. Chính vua đã đặt ra cho trường khẩu hiệu Pour la Patrie, les Sciences et la Gloire ("Vì Tổ quốc, khoa học và vinh quang").
- 1814: Các sinh viên ra mặt trận phòng thủ Paris chống lại quân Phổ xâm lược.
- 1830: 50 sinh viên tham gia Cách mạng tháng Bảy
- 1914 - 1918: Sinh viên sơ tán vì chiến tranh và trường được biến thành bệnh viện. Hơn 200 sinh viên bị thiệt mạng
- 1939 - 1945: trường được sơ tán đến Lyon trong vùng tự do. Hơn 400 sinh viên bị chết trong Thế chiến thứ II
- 1972: Sinh viên nữ đầu tiên được nhận vào trường
- 1976: Trường chuyển đến Palaiseau (cách Paris khoảng 25 km)
- 1994: Lễ kỉ niệm 200 thành lập trường bởi Tổng thống François Mitterrand
- 2000: Chương trình học được thay đổi thành 4 năm

## Hoạt động
Trường Polytechnique bao gồm cả đào tạo đại học và sau đại học. Trường có các khu nghiên cứu trên các lĩnh vực khoa học khác nhau như vật lý, toán, tin học, kinh tế, hóa học, sinh học... hầu hết hợp tác với các viện nghiên cứu quốc gia như Trung tâm Nghiên cứu Khoa học Quốc gia (Centre National de la Recherche Scientifique - CNRS). Ngoài ra, trường còn có rất nhiều giáo sư, tiến sĩ, nghiên cứu sinh từ khắp nơi tham gia làm việc tạo nên một môi trường học tập nghiên cứu trình độ cao.

## Chương trình học tập

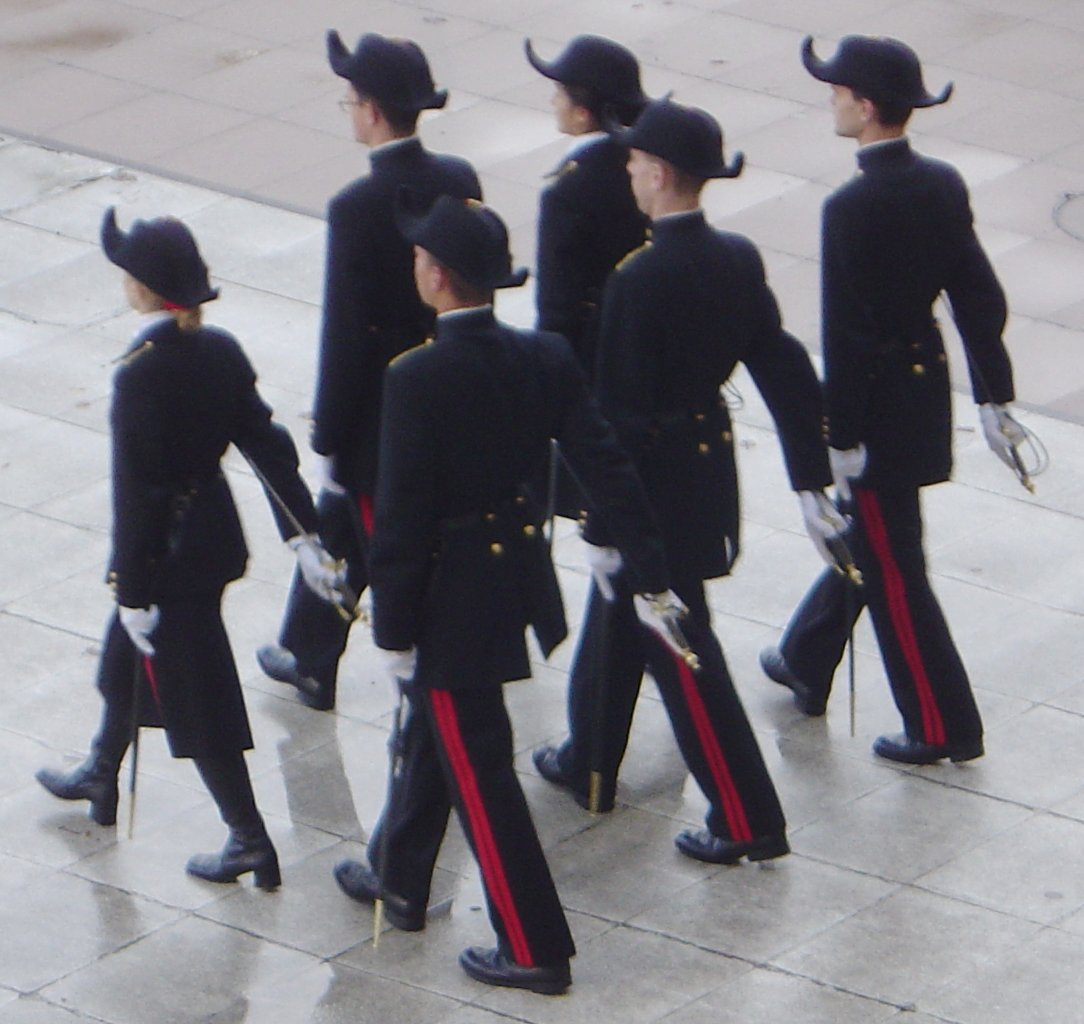
Bộ đồng phục truyền thống (áo sơ mi trắng và quần đen kẻ đỏ, bên ngoài là áo khoác đen, thắt lưng da, kiếm épée cùng với nón bicorne)

### Giới thiệu
Chương trình học của trường khác so với các chương trình đại học bình thường. Tuy vẫn được nhắc đến như đào tạo đại học, nhưng trên thực tế chương trình học luôn vượt khá xa so với chương trình đại học khoa học bình thường. Sau 3 năm học, sinh viên được trao bằng tốt nghiệp tương đương với Master năm nhất của Pháp.
Thêm vào đó, chương trình học thường rất rộng, sinh viên thường tiếp cận các môn học nằm ngoài chuyên ngành của mình. Triết lý "rộng hơn sâu" đã gây nên rất nhiều tranh cãi từ nhiều năm nay, nhưng điều này đã làm nên tính đặc trưng của chương trình học Polytechnique. Thực tế cho thấy, sinh viên sau khi tốt nghiệp đa số có một nền tảng khoa học cơ bản rất chắc chắn giúp họ dễ dàng đào sâu vào bất cứ chuyên ngành nào trong thời gian ngắn hơn nhiều so với một sinh viên đại học bình thường. Trong môi trường làm việc, các nhà tuyển dụng đặc biệt ưu tiên sinh viên Polytechnique do tin rằng với kĩ năng này, các "polytechnicien" có thể tiến xa trong bất kì công việc nào.
Ngoài khoa học, các sinh viên phải theo học một môn thể thao bắt buộc, từ các môn đại chúng như bóng đá, bơi lội... cho đến những môn cao cấp như quần vợt, golf, đánh kiếm... Thể thao chính là đặc tính giúp gắn kết các sinh viên với nhau. Thường các sinh viên học cùng môn thể thao được sắp xếp ở cùng một khu vực.

### Thi tuyển
Cuộc thi tuyển vào trường Polytechnique là một kì thi tuyển đặc biệt khó khăn. Sinh viên cần học ít nhất 2 năm "dự bị" (préparatoire) sau khi tốt nghiệp phổ thông. Các trường dự bị nổi tiếng như Lycée Louis-Le-Grand hay the Lycée Henri-IV. Cuộc thi tuyển bao gồm 1 tuần thi viết các môn toán, vật lý, hóa học, văn học, triết học và tiếp sau đó là kì thi nói.
Khoảng 400 sinh viên Pháp được lựa chọn mỗi khóa. Sinh viên nước ngoài từng theo khóa học dự bị như sinh viên Pháp cũng phải trải qua một kì thi tương tự (gọi là EV1, thường là các sinh viên đến từ các nước dùng tiếng Pháp). Các sinh viên nước ngoài khác có thể được nhận thông qua một kì thi tuyển nhẹ hơn (gọi là EV2, bao gồm một bài thi trắc nghiệm toán nhiều câu hỏi về nhiều phần khác nhau của toán đại cương như Đại số tuyến tính, Giải tích, Phương trình vi phân, Xác suất,..., tiếp đó các thí sinh trải qua 3 bài thi vấn đáp về Toán, Vật lý đại cương và bài hiểu biết tổng hợp. Mỗi bài thi có 30 phút chuẩn bị và 45 phút trình bày). Trong một khóa học có khoảng 100 sinh viên nước ngoài, hầu hết đến từ Brasil, Việt Nam, Trung Quốc, Iran, Nga và România. Trước năm 2004, cộng đồng sinh viên Việt Nam ở X khá đông, mỗi năm có khoảng hơn 10 sinh viên, nhưng trong 3 năm nay mỗi chỉ có khoảng 5,6 sinh viên Việt Nam thi đỗ. Trong khi đó lượng sinh viên Trung Quốc tăng khá mạnh từ 4,5 hai năm trước tăng lên khoảng 20 năm 2007.
Để tìm hiểu thêm về kì thi tuyển, tham khảo website của trường . Hồ sơ đăng ký vào khoảng tháng 8 hàng năm.

### Chương trình học
Khóa học đại học trước đây kéo dài trong 3 năm, trong đó có 1 năm nghĩa vụ quân sự, 1 năm "chương trình chung" và 1 năm học chuyên ngành (majeurs). Đến khóa X2000, chương trình đã được sửa đổi thành 4 năm, trong đó năm cuối sinh viên có 2 lựa chọn: theo học năm 4 tại một trường đại học thứ hai tại Pháp hay nước ngoài (và sẽ có bằng của cả hai trường) hoặc theo học một chương trình Master. Phần lớn sinh viên lựa chọn con đường thứ nhất.

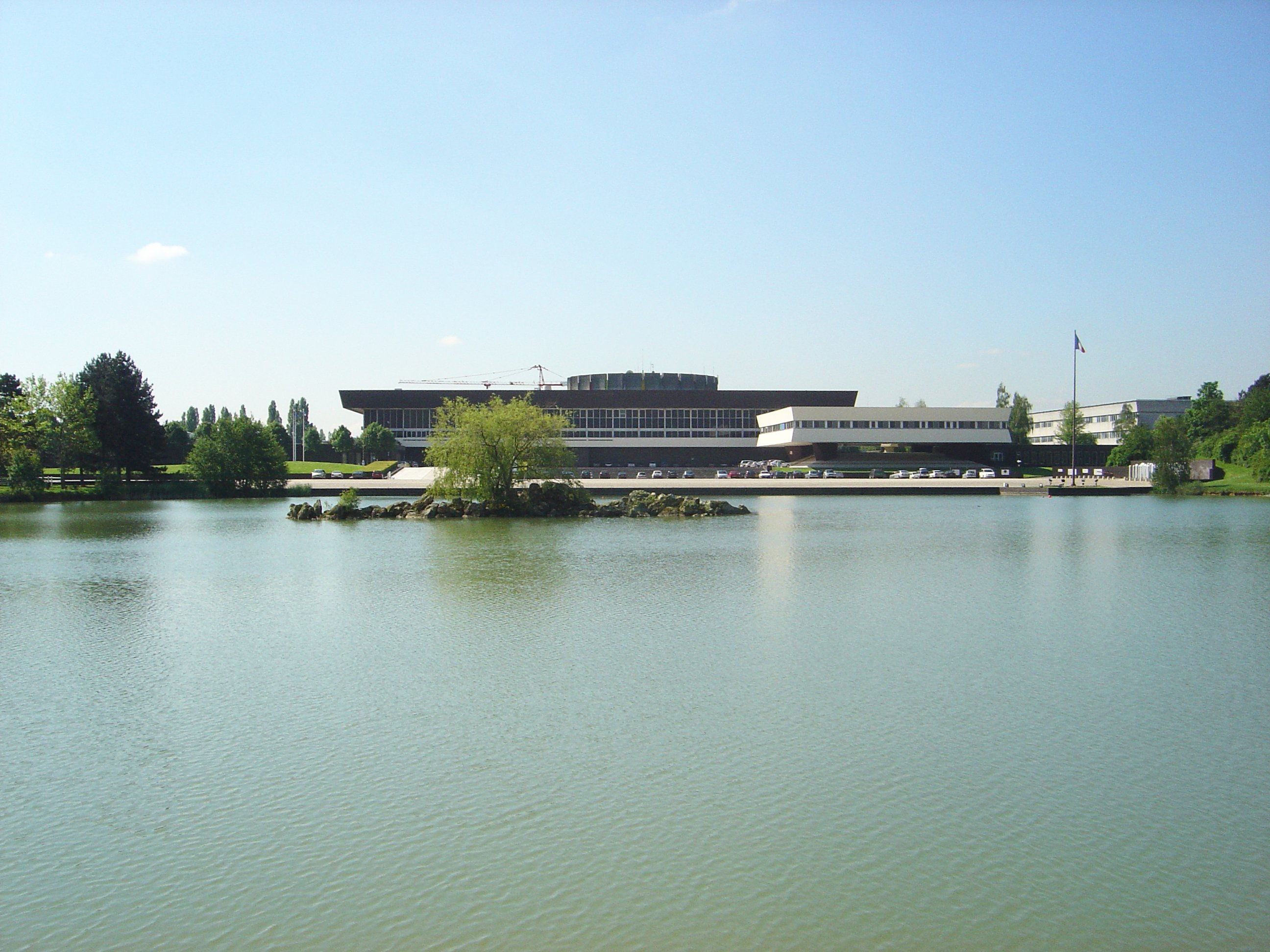
Sảnh lớn nhìn từ phía hồ

Khóa học bắt đầu bằng 8 tháng học quân sự. Trước đây khóa học này kéo dài 12 tháng và bắt buộc cho tất cả sinh viên Pháp. Sau này do việc bãi bỏ nghĩa vụ quân sự bắt buộc tại Pháp, khóa học này được chuyển thành "đào tạo quân sự và con người" và trở nên nhẹ nhàng hơn. Các sinh viên quốc tịch Pháp tập trung học tháng đầu tiên trong một trung tâm quân sự tại Barcelonette. Kết thúc tháng học, sinh viên được điều vào các dịch vụ dân sự hay quân sự như Hải quân, Không quân, Cảnh sát. Năm tháng cuối cùng từng sinh viên sẽ ở lại trong một đơn vị quân sự như bộ binh, pháo binh, hải quân...
Trong thời gian các sinh viên Pháp thực hiện khóa học quân sự, các sinh viên nước ngoài theo các khóa thực tập dân sự. Các sinh viên không thuộc cộng đồng Pháp ngữ được theo học một khóa học ngôn ngữ.
Sau khóa học quân sự là năm học chung tronc commun. Trước đây kì học chung này rất vất vả do sinh viên phải học tất cả các môn học định sẵn. Kể từ X2000, tronc commun được giảm nhẹ đi đáng kể và được bắt đầu ngay sau khi khóa học quân sự kết thúc. Trong vòng 4 tháng, các sinh viên được học những môn nền tảng như giải tích Hilbert, toán xác suất, vật lý lượng tử, tin học nền tảng và kinh tế. Ngoài ra còn có các môn xã hội và một môn thể thao bắt buộc.
Từ năm thứ 3, sinh viên phải chọn 2 majeurs, hay là chuyên ngành sâu. Kết thúc chuyên ngành, mỗi sinh viên tiếp tục thực hiện một thực tập chuyên ngành kéo dài ít nhất 3 tháng trong một trung tâm nghiên cứu, trường đại học hay công ty. Đến năm 4, trừ các sinh viên theo chương trình Corps, mỗi sinh viên lựa chọn hoặc một chương trình Master, hoặc là một chương trình chuyên ngành tại một trường đại học chuyên ngành (Mines, Ponts, ENSAE, Télécom, ENS, HEC Paris...). Lý do chính của việc học chuyên ngành năm cuối tại một trường khác là do trong 3 năm học Polytechnique, các sinh viên được chú trọng nhiều đến phương pháp luận hơn là kiến thức chuyên môn thực sự cần cho một kỹ sư. Do đó, năm học chuyên ngành sẽ giúp cho họ hoàn thiện sẵn sàng bước vào môi trường làm việc.

### Xếp hạng
Sinh viên được xếp hạng sau khi hoàn tất khóa học tại trường. Đối với sinh viên quốc tịch Pháp, thứ hạng rất quan trọng vì nó liên hệ trực tiếp đến chương trình đào tạo nhân lực quốc gia (Corps), bao gồm các chương trình tinh tú như Corps de Mines, "Corps de Ponts". Vào năm cuối, các chương trình Corps được giới thiệu và sinh viên có thể đăng ký nếu họ có thứ hạng đủ cao. Nếu một sinh viên đủ tiêu chuẩn mà không muốn tham gia, sinh viên có thứ hạng cao nhất trong danh sách chờ sẽ được gọi thay thế.
Kể từ khóa X2000, tính quan trọng của bảng xếp hạng đã được giảm đi nhiều. Trừ chương trình Corps, các trường đại học nơi các polytechnicien theo học năm cuối thường dựa vào transcript để đánh giá họ.

### Học phí
Sinh viên Pháp không phải đóng học phí khi học tại trường. Họ còn được nhận lương như một sĩ quan dự bị. Thông qua Hội sinh viên của trường (Caisse des élèves hay KES) các sinh viên Pháp đóng một phần lương của mình để trợ giúp chi phí cho các sinh viên nước ngoài, chủ yếu là các sinh viên không có học bổng tài trợ.
Thông thường, không có điều khoản cam kết về tài chính khi học tại Polytechnique. Tuy nhiên, các sinh viên Pháp theo những chương trình đào tạo nhân lực quốc gia (Corps) phải cam kết làm việc ít nhất 10 năm trong các dịch vụ công sau khi tốt nghiệp. Nếu sinh viên không hoàn thành khoảng thời gian cam kết thì phải bồi hoàn học phí đào tạo. Trường hợp này xảy ra khi một cựu sinh viên đang là Corps và muốn làm việc cho một công ty tư nhân. Khi đó anh ta thường yêu cầu công ty bồi hoàn chi phí cho nhà nước trước khi vào làm việc.

## Đào tạo sau đại học
Trường Polytechnique tổ chức nhiều chương trình đào tạo Master bằng cách liên kết với các trường khác như École Normale Supérieure, Université Paris-Sud 11... Đề tài học khá đa dạng trong các ngành khoa học tự nhiên. Chương trình này không đòi hỏi phải tốt nghiệp Polytechnique, cho dù các sinh viên trường được ưu ái trước hết.
Trường cũng có chương trình đào tạo tiến sĩ cho các sinh viên đã có bằng Master hay tương đương.

## Cựu sinh viên
Các cựu sinh viên của trường Polytechnique được gọi là "X", cùng với khóa học của họ. Ví dụ như X1987 để gọi những cựu sinh viên Polytechnique khóa 1987.
Danh sách một số cựu X nổi tiếng (trong rất nhiều người nổi tiếng):
Phi hành gia:
- Jean-François Clervoy (X1978)
- Philippe Perrin (X1982)

Các nhà công nghiệp và CEOs:
- Claude Bébéar (X1935): cựu CEO của Axa, được xem như là Bố già về kinh doanh của Pháp
- Jean-Marie Messier (X1976): cựu CEO của Vivendi Universal, tập đoàn truyền thông số 1 của Pháp
- Carlos Ghosn (X1974): CEO của Nissan và Renault
- Serge Dassault (X1946): CEO của Dassault Group
- Denis Ranque (X1970): CEO của Thales Group
- Michel Pébereau (X1961): CEO của BNP Paribas
- Conrad de Schlumberger (X1898): một trong anh em nhà Schlumberger, thành lập Société de Prospection Électrique, sau này trở thành Schlumberger Limited
- André Citroën (X1898): sáng lập Citroën Corporation
- Marc Fleury: sáng lập JBoss Inc.

Các tổng thống và chính trị gia:
- Valéry Giscard d'Estaing (X1944): cựu tổng thống Pháp từ 1974 đến 1981
- Marie François Sadi Carnot (X1857): cựu tổng thống Pháp từ 1932 đến 1940
- Albert Lebrun (X1890): cựu tổng thống Pháp từ 1887 đến 1894
- Francis Mer (X1959): cựu Bộ trưởng Tài chính

Các sĩ quan quân đội:
- Honoré d'Estienne d'Orves (X1921)
- Alfred Dreyfus (X1878)
- Jean-Baptiste Eugène Estienne (X1879): "Cha đẻ" của xe tăng
- Jules Brunet (X1857) nhân vật gây cảm hứng cho bộ phim The Last Samurai
- Denfert-Rochereau (X1842)
- René Cogny (X1925) tổng tư lệnh quân đội viễn chinh Pháp ở Bắc Kỳ 1953-1954, một trong những người có trách nhiệm trong thất bại của Pháp ở trận Điện Biên Phủ

Bốn vị thống chế chỉ huy quân đội Pháp trong Thế chiến thứ nhất:
- Émile Fayolle (X1873)
- Ferdinand Foch (X1871)
- Joseph Joffre (X1869)
- Joseph Maunoury (X1867)

Các nhà khoa học nổi tiếng:
- Benoît Mandelbrot (X1944): khám phá nguyên lý 'fractals'
- Louis Leprince-Ringuet (X1920)
- André Lévêque (X1919): Corps trường Mines, nhà khoa học
- Henri Poincaré (X1873): nhà phát minh trước thời đại về thuyết tương đối và thuyết hỗn độn
- Henri Becquerel (X1872)
- Henri-Louis le Chatelier (X1869)
- Urbain Le Verrier (X1831): thiên văn học, một trong những người đã tìm ra được Sao Hải Vương qua tính toán và quan sát quỹ đạo của Sao Thiên Vương
- Emile Clapeyron (X1816)
- Auguste Comte (X1814)
- Michel Chasles (X1812)
- Gustave Coriolis (X1808)
- Augustin Louis Cauchy (X1805)
- Augustin Fresnel (X1804)
- André-Marie Ampère (X1803)
- François Arago (X1803)
- Claude-Louis Navier (X1802)
- Siméon-Denis Poisson (X1798)
- Joseph-Louis Gay-Lussac (X1797)
- Étienne-Louis Malus (X1795)
- Jean-Baptiste Biot (X1794)

Các người khác:
- Fulgence Bienvenüe (X1870): Cha đẻ của hệ thống tàu điện ngầm Paris

Cựu sinh viên Việt Nam:
- Hoàng Xuân Hãn (X1930)
- Nguyễn Văn Xuân (X1912)

### Sinh viên Việt Nam

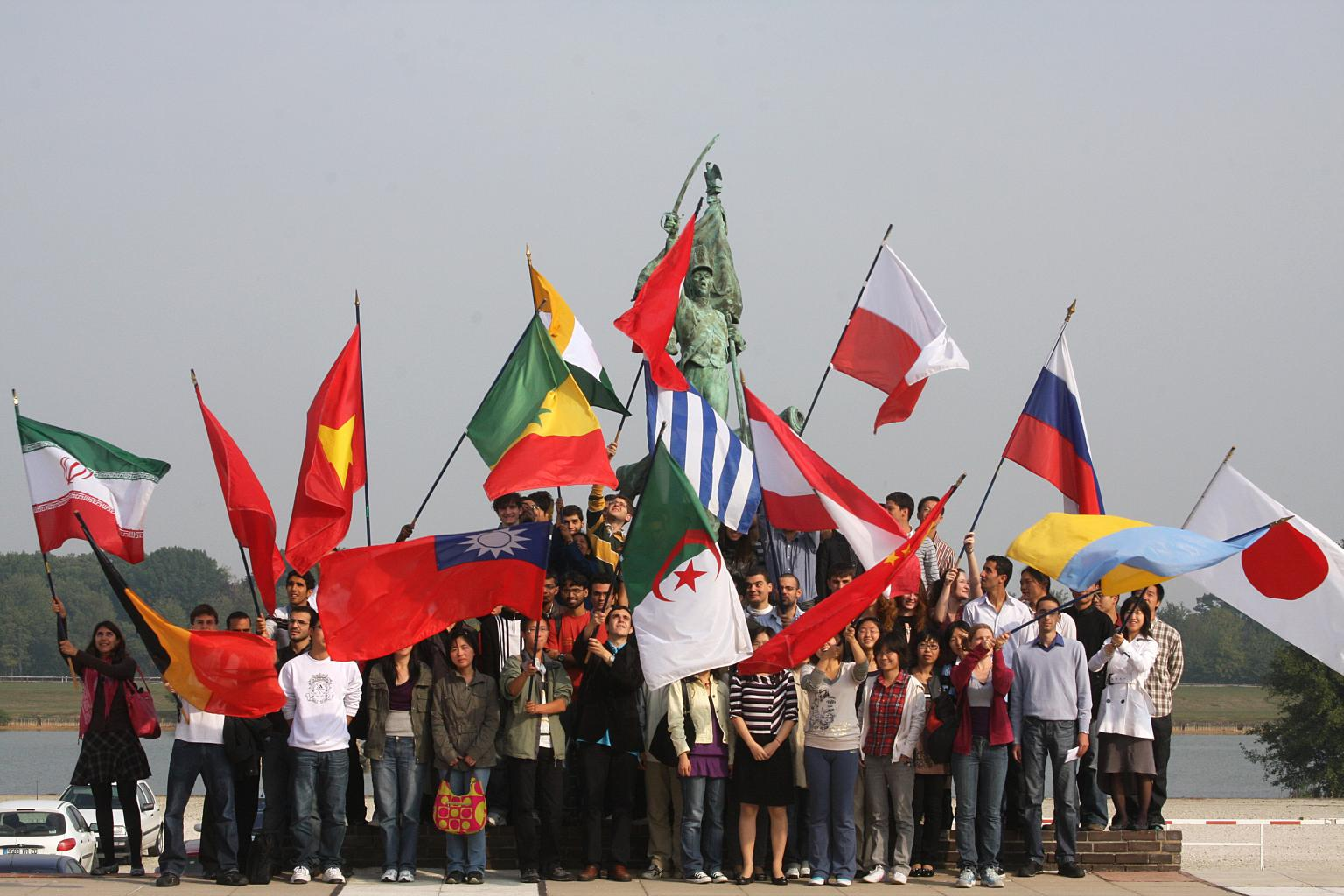
Sinh viên.

Sinh viên Việt Nam đầu tiên ở trường bách khoa Paris là ông Nguyễn Văn Xuân, X1912.
Năm 1972, bà Tạ Thu Thủy ghi dấu ấn là người phụ nữ đầu tiên thủ khoa đầu vào của Polytechnique. Bố bà bị đuổi khỏi trường vì tham gia hoạt động chống Pháp, sau đó gia đình bà ở lại Paris và ủng hộ hoạt động chống sự hiện diện của Mỹ tại Việt Nam. Bà nhập tịch Pháp năm 1981.
Từ năm 1995, các sinh viên đến từ Việt Nam được tuyển chọn qua kì thi dành cho sinh viên nước ngoài EV2, một số khác theo học các lớp chuẩn bị tại Pháp rồi thi đỗ vào trường trong kỳ thi tuyển sinh (concours) cùng với sinh viên Pháp. Nhiều trong số các sinh viên Việt Nam học tại đây đã từng đoạt huy chương trong các kì thi Olympic toán, lý quốc tế. 
Sinh viên nước ngoài không được xếp hạng cùng sinh viên Pháp, tuy nhiên khóa X1997, sinh viên Ngô Đắc Tuấn có thứ hạng tương đương với người thủ khoa của khóa.